# Fußball-Weltmeisterschaft 2018/Peru
Dieser Artikel behandelt die peruanische Fußballnationalmannschaft bei der Fußball-Weltmeisterschaft 2018. Peru konnte sich als letzte Mannschaft über die interkontinentalen Playoffs gegen Neuseeland qualifizieren. Die Mannschaft nahm zum fünften Mal teil und ist von den ehemaligen qualifizierten WM-Teilnehmern derjenige, der am längsten nicht mehr dabei war. Zuletzt konnte sich Peru für die WM 1982 qualifizieren.

## Qualifikation
Die Mannschaft qualifizierte sich letztlich über die interkontinentalen Playoffs, nachdem die Mannschaft in der Qualifikation des südamerikanischen Fußballverbandes CONMEBOL den fünften Platz belegt hatte.

### Spiele
Die Peruaner werden seit März 2015 vom Argentinier Ricardo Gareca trainiert. Dieser hatte als Spieler mit seinem Tor zum 2:2-Endstand im letzten Gruppenspiel der Qualifikation zwischen Argentinien und Peru dafür gesorgt, dass Peru die direkte Qualifikation für die WM 1986 verpasste.
Peru musste sich in der Qualifikation gegen die anderen neun südamerikanischen CONMEBOL-Mitglieder in einer Jeder-gegen-Jeden-Runde mit Hin- und Rückspielen qualifizieren. Dabei konnten sich die ersten vier Mannschaften direkt qualifizieren und die fünftbeste Mannschaft über die interkontinentalen Playoffs gegen den Sieger der Ozeanien-Qualifikation. Peru gewann von den 18 Qualifikationsspielen sieben (inkl. eines am grünen Tisch gewerteten Spiels), spielte fünfmal remis und verlor sechs Spiele. Damit belegten sie den fünften Platz, die beste Platzierung der Peruaner seit der Qualifikation für die WM 1998, als sie ebenfalls den fünften Platz belegt hatten, der damals aber weder direkt für die Endrunde qualifizierte, noch zu irgendwelchen Playoffspielen, da außer dem automatisch für die WM qualifizierten Weltmeister Brasilien, der nicht an der Qualifikation teilnahm, nur die ersten Vier der Qualifikation zur Endrunde fahren konnten.
Als Fünfter trafen die Peruaner dann in zwei Playoffspielen auf Neuseeland, den Sieger der Qualifikation des ozeanischen Fußballverbandes OFC. Nach einem torlosen Remis im Auswärtsspiel wurde das Heimspiel mit 2:0 gewonnen und damit nach 36 Jahren wieder ein WM-Ticket gebucht.
Insgesamt wurden 42 Spieler in den 20 Spielen eingesetzt, davon sechs nur einmal, von denen Adrian Zela erst im letzten Spiel zum Einsatz kam. Kein Spieler kam in allen Spielen zum Einsatz. Auf 18 Spiele brachte es Christian Cueva, der einmal nach der Roten Karte im zweiten Spiel im dritten Spiel zwangsweise pausieren musste. 17-mal wurde Paolo Guerrero eingesetzt, davon zehnmal als Kapitän. Er hatte das Amt von Claudio Pizarro übernommen, der letztmals am 29. März 2016 eingesetzt worden war. Guerrero konnte in den Playoffspielen gegen Neuseeland nicht eingesetzt werden, da er am 3. November 2017 von der FIFA mit einer 30-tägigen Sperre belegt wurde. Diese wurde aufgrund eines „von der Norm abweichendes Analyseergebnis“ der Urinprobe nach dem Qualifikationsspiel am 5. Oktober in Argentinien verhängt. Im Dezember sperrte die FIFA Guerrero für ein Jahr, so dass zunächst die Teilnahme an der WM nicht möglich war. Im Dezember wurde die Sperre auf sechs Monate reduziert, so dass eine WM-Teilnahme möglich war.
Guerrero war mit fünf Toren zusammen mit Edison Flores auch bester Torschütze der Peruaner. Insgesamt haben sich neun Peruaner in die Torschützenliste geschossen, zudem profitierten sie von je einem Eigentor eines Kolumbianers und eines Spielers aus Paraguay. In der Tabelle sind zudem drei am grünen Tisch zugesprochene Tore enthalten, da die ursprüngliche 0:2-Niederlage gegen Bolivien von der FIFA in einen 3:0-Sieg umgewandelt wurde. Bolivien hatte gegen Peru am 1. September 2016 und gegen Chile (0:0) am 6. September 2016, den nicht spielberechtigten Spieler Nelson Cabrera eingesetzt.
| Datum      | Spielort          | Gastgeber   |   | Gast        | Ergebnis      | Torschützen für Peru                                                                       |
| ---------- | ----------------- | ----------- | - | ----------- | ------------- | ------------------------------------------------------------------------------------------ |
| 08.10.2015 | Barranquilla      | Kolumbien   | – | Peru        | 2:0 (1:0)     |                                                                                            |
| 13.10.2015 | Lima              | Peru        | – | Chile       | 3:4 (2:3)     | Jefferson Farfán (10., 35./Elfmeter), Paolo Guerrero (90.+2)                               |
| 13.11.2015 | Lima              | Peru        | – | Paraguay    | 1:0 (1:0)     | Jefferson Farfán (19.)                                                                     |
| 17.11.2015 | Salvador          | Brasilien   | – | Peru        | 3:0 (1:0)     |                                                                                            |
| 24.03.2016 | Lima              | Peru        | – | Venezuela   | 2:2 (0:1)     | Paolo Guerrero (60.), Raúl Ruidíaz (90.+3)                                                 |
| 29.03.2016 | Montevideo        | Uruguay     | – | Peru        | 1:0 (0:0)     |                                                                                            |
| 01.09.2016 | La Paz            | Bolivien    | – | Peru        | 0:3 (Wert.) 1 |                                                                                            |
| 06.09.2016 | Lima              | Peru        | – | Ecuador     | 2:1 (1:1)     | Christian Cueva (19./Elfmeter), Renato Tapia (78.)                                         |
| 06.10.2016 | Lima              | Peru        | – | Argentinien | 2:2 (0:1)     | Paolo Guerrero (57.), Christian Cueva (83./Elfmeter)                                       |
| 11.10.2016 | Santiago de Chile | Chile       | – | Peru        | 2:1 (1:0)     | Edison Flores (75.)                                                                        |
| 10.11.2016 | Asunción          | Paraguay    | – | Peru        | 1:4 (1:0)     | Christian Ramos (49.), Edison Flores (71.), Christian Cueva (79.), Eigentor Paraguay (84.) |
| 15.11.2016 | Lima              | Peru        | – | Brasilien   | 0:2 (0:0)     |                                                                                            |
| 23.03.2017 | Maturín           | Venezuela   | – | Peru        | 2:2 (1:0)     | Andre Carrillo (46.), Paolo Guerrero (64.)                                                 |
| 28.03.2017 | Lima              | Peru        | – | Uruguay     | 2:1 (1:1)     | Paolo Guerrero (34.), Edison Flores (62.)                                                  |
| 31.08.2017 | Lima              | Peru        | – | Bolivien    | 2:1 (0:0)     | Edison Flores (55.), Christian Cueva (58.)                                                 |
| 05.09.2017 | Quito             | Ecuador     | – | Peru        | 1:2 (0:0)     | Edison Flores (71.), Paolo Hurtado (75.)                                                   |
| 05.10.2017 | Buenos Aires      | Argentinien | – | Peru        | 0:0           |                                                                                            |
| 10.10.2017 | Lima              | Peru        | – | Kolumbien   | 1:1 (0:0)     | Eigentor Kolumbien (77.)                                                                   |

#### Abschlusstabelle
| Pl. | Land        | Sp. | S  | U | N  | Tore    | Diff. | Punkte |
| --- | ----------- | --- | -- | - | -- | ------- | ----- | ------ |
| 1.  | Brasilien   | 18  | 12 | 5 | 1  | 041:110 | +30   | 41     |
| 2.  | Uruguay     | 18  | 9  | 4 | 5  | 032:200 | +12   | 31     |
| 3.  | Argentinien | 18  | 7  | 7 | 4  | 019:160 | +3    | 28     |
| 4.  | Kolumbien   | 18  | 7  | 6 | 5  | 021:190 | +2    | 27     |
| 5.  | Peru        | 18  | 7  | 5 | 6  | 027:260 | +1    | 26     |
| 6.  | Chile       | 18  | 8  | 2 | 8  | 026:270 | −1    | 26     |
| 7.  | Paraguay    | 18  | 7  | 3 | 8  | 019:250 | −6    | 24     |
| 8.  | Ecuador     | 18  | 6  | 2 | 10 | 026:290 | −3    | 20     |
| 9.  | Bolivien    | 18  | 4  | 2 | 12 | 016:380 | −22   | 14     |
| 10. | Venezuela   | 18  | 2  | 6 | 10 | 019:350 | −16   | 12     |

### Interkontinentale Playoffs
| Datum      | Spielort   | Gastgeber  |   | Gast       | Ergebnis  | Torschützen für Peru                          |
| ---------- | ---------- | ---------- | - | ---------- | --------- | --------------------------------------------- |
| 11.11.2017 | Wellington | Neuseeland | – | Peru       | 0:0       |                                               |
| 15.11.2017 | Lima       | Peru       | – | Neuseeland | 2:0 (1:0) | Jefferson Farfán (28.), Christian Ramos (65.) |

## Vorbereitung

### Spiele
| Datum         | Ergebnis | Gegner        | Austragungsort      | Peruanische Torschützen                                       |
| ------------- | -------- | ------------- | ------------------- | ------------------------------------------------------------- |
| 24. März 2018 | 2:0      | Kroatien      | Miami Gardens (USA) | André Carrillo (12.), Edison Flores (48.)                     |
| 27. März 2018 | 3:1      | Island        | Harrison (USA)      | Renato Tapia (3.), Raúl Ruidíaz (58.), Jefferson Farfán (75.) |
| 29. Mai 2018  | 2:0      | Schottland    | Lima                | Christian Cueva (37./Elfmeter), Jefferson Farfán (47.)        |
| 3. Juni 2018  | 3:0      | Saudi-Arabien | St. Gallen (CHE)    | André Carrillo (20.), Paolo Guerrero (41., 64.)               |
| 9. Juni 2018  | 0:0      | Schweden      | Göteborg            |                                                               |

Anmerkungen:
- Kursiv gesetzte Mannschaften sind nicht für die WM qualifiziert

### Quartier
Teamquartier wird das „Sheraton Scheremetjewo“ in Moskau sein, wo die Mannschaft in der Arena Chimki trainieren wird.

## Kader
Im vorläufigen Kader wurde auch noch Paolo Guerrero genannt, dessen Dopingsperre aber zunächst nicht aufgehoben wurde, und dann gestrichen. Ende Mai hatte der CAS dann keine Einwände gegen den von Guerrero eingereichten Antrag auf Aussetzung der Sperre, so dass er doch an der WM teilnehmen kann und in den endgültigen Kader aufgenommen wurde.
Luis Abram und Sergio Peña schafften es dann nicht in den endgültigen Kader.
| Position    | Nr. | Name                | Geburts- datum | Einsätze | Tore | Verein                                | Debüt | Letzter Einsatz | Anzahl der Spiele | Tor | Gelbe Karte | Gelb-Rote Karte | Rote Karte |
| ----------- | --- | ------------------- | -------------- | -------- | ---- | ------------------------------------- | ----- | --------------- | ----------------- | --- | ----------- | --------------- | ---------- |
| Tor         | 12  | Carlos Cáceda       | 27.09.1991     | 6        | 0    | Deportivo Municipal                   | 2016  | 28.03.2018      |                   |     |             |                 |            |
| Tor         | 21  | José Carvallo       | 01.03.1986     | 6        | 0    | Club Universidad Técnica de Cajamarca | 2012  | 29.05.2018      |                   |     |             |                 |            |
| Tor         | 01  | Pedro Gallese       | 23.02.1990     | 39       | 0    | CD Veracruz                           | 2014  | 09.06.2018      | 3                 |     |             |                 |            |
| Abwehr      | 17  | Luis Advíncula      | 02.03.1990     | 66       | 0    | Lobos de la BUAP                      | 2010  | 09.06.2018      | 3                 |     |             |                 |            |
| Abwehr      | 05  | Miguel Araujo       | 24.10.1994     | 8        | 0    | Alianza LimaM*                        | 2014  | 03.06.2018      |                   |     |             |                 |            |
| Abwehr      | 03  | Aldo Corzo          | 20.05.1989     | 25       | 0    | Universitario de Deportes             | 2009  | 03.06.2018      |                   |     |             |                 |            |
| Abwehr      | 22  | Nilson Loyola       | 26.10.1994     | 3        | 0    | FBC Melgar                            | 2016  | 14.06.2017      |                   |     |             |                 |            |
| Abwehr      | 15  | Christian Ramos     | 04.11.1988     | 68       | 3    | CD Veracruz                           | 2009  | 09.06.2018      | 3                 |     |             |                 |            |
| Abwehr      | 02  | Alberto Rodríguez   | 31.03.1984     | 74       | 0    | Atlético Junior                       | 2007  | 09.06.2018      | 2                 |     |             |                 |            |
| Abwehr      | 04  | Anderson Santamaría | 10.01.1992     | 6        | 3    | Puebla FC                             | 2014  | 09.06.2018      | 2                 |     |             |                 |            |
| Abwehr      | 06  | Miguel Trauco       | 25.08.1992     | 26       | 3    | Flamengo Rio de Janeiro               | 2014  | 09.06.2018      | 3                 |     |             |                 |            |
| Mittelfeld  | 23  | Pedro Aquino        | 13.04.1995     | 12       | 0    | Lobos de la BUAP                      | 2016  | 09.06.2018      | 3                 |     | 1           |                 |            |
| Mittelfeld  | 16  | Wilder Cartagena    | 23.09.1994     | 3        | 0    | CD Veracruz                           | 2017  | 29.05.2018      |                   |     |             |                 |            |
| Mittelfeld  | 08  | Christian Cueva     | 23.11.1991     | 46       | 9    | FC São Paulo                          | 2011  | 09.06.2018      | 3                 |     |             |                 |            |
| Mittelfeld  | 20  | Edison Flores       | 15.05.1994     | 30       | 9    | Aalborg BK                            | 2013  | 09.06.2018      | 3                 |     |             |                 |            |
| Mittelfeld  | 07  | Paolo Hurtado       | 27.07.1990     | 33       | 3    | Vitória Guimarães                     | 2011  | 03.06.2018      | 1                 |     |             |                 |            |
| Mittelfeld  | 14  | Andy Polo           | 29.09.1994     | 17       | 1    | Portland Timbers                      | 2016  | 09.06.2018      |                   |     |             |                 |            |
| Mittelfeld  | 13  | Renato Tapia        | 28.07.1995     | 32       | 3    | Feyenoord RotterdamP                  | 2015  | 09.06.2018      | 2                 |     | 1           |                 |            |
| Mittelfeld  | 19  | Yoshimar Yotún      | 07.04.1990     | 73       | 2    | Orlando City                          | 2011  | 09.06.2018      | 3                 |     | 1           |                 |            |
| Sturm       | 18  | André Carrillo      | 14.06.1991     | 46       | 4    | FC Watford                            | 2011  | 09.06.2018      | 3                 | 1   |             |                 |            |
| Sturm       | 10  | Jefferson Farfán    | 26.10.1984     | 84       | 25   | Lokomotive MoskauM                    | 2004  | 09.06.2018      | 2                 |     |             |                 |            |
| Sturm       | 09  | Paolo Guerrero      | 01.01.1984     | 88       | 35   | Flamengo Rio de Janeiro               | 2004  | 09.06.2018      | 3                 | 1   | 1           |                 |            |
| Sturm       | 11  | Raúl Ruidíaz        | 25.07.1990     | 29       | 4    | Monarcas Morelia                      | 2011  | 29.05.2018      | 2                 |     |             |                 |            |
| Trainer     |     | Ricardo Gareca      | 10.02.1958     | 20       | 5    |                                       | 2015  |                 |                   |     |             |                 |            |
| 1. 2. 3. 4. |     |                     |                |          |      |                                       |       |                 |                   |     |             |                 |            |

## Endrunde

### Gruppenauslosung
Für die Auslosung der Qualifikationsgruppen am 1. Dezember war Peru, das in der FIFA-Weltrangliste durch die letzten Qualifikationsspiele bis auf Platz 10 im Oktober 2017 geklettert war, Topf 2 zugeordnet. Die Mannschaft trifft in der Gruppe C auf Ex-Weltmeister Frankreich, Dänemark und Asienmeister Australien.
Gegen Frankreich gab es zuvor erst ein Freundschaftsspiel, das 1982 in Paris mit 1:0 gewonnen wurde. Gegen die dänische A-Nationalmannschaft hatte Peru noch nie gespielt, es gab aber gegen die dänische Ligaauswahl 1997 ein Spiel beim US-Cup, das 1:2 verloren wurde. Gegen Australien hatte Peru auch noch nicht gespielt.
In Russland hatte Peru zuvor nie gespielt.

### Spiele der Gruppenphase / Gruppe C
| Pl. | Land       | Sp. | S | U | N | Tore    | Diff. | Punkte |
| --- | ---------- | --- | - | - | - | ------- | ----- | ------ |
| 1.  | Frankreich | 3   | 2 | 1 | 0 | 003:100 | +2    | 07     |
| 2.  | Dänemark   | 3   | 1 | 2 | 0 | 002:100 | +1    | 05     |
| 3.  | Peru       | 3   | 1 | 0 | 2 | 002:200 | ±0    | 03     |
| 4.  | Australien | 3   | 0 | 1 | 2 | 002:500 | −3    | 01     |

| Sa., 16. Juni 2018, 19:00 Uhr (18:00 Uhr MESZ) in Saransk       |   |          |           |                              |
| Peru                                                            | – | Dänemark | 0:1 (0:0) |                              |
| Do., 21. Juni 2018, 20:00 Uhr (17:00 Uhr MESZ) in Jekaterinburg |   |          |           |                              |
| Frankreich                                                      | – | Peru     | 1:0 (1:0) |                              |
| Di., 26. Juni 2018, 17:00 Uhr (16:00 Uhr MESZ) in Sotschi       |   |          |           |                              |
| Australien                                                      | – | Peru     | 0:2 (0:1) | 18.′ Carrillo, 50.′ Guerrero |